# کلونجا
کلونجا (به لاتین: Kolonjë) یک شهرستان در آلبانی است که در شهرستان کورچه واقع شده‌است.